# Tre Valli Varesine 1970
La Tre Valli Varesine 1970, cinquantesima edizione della corsa, si svolse il 6 settembre 1970 su un percorso di 232 km. La vittoria fu appannaggio dell'italiano Gianni Motta, che completò il percorso in 5h45'54", precedendo il belga Eddy Merckx ed il connazionale Felice Gimondi.
Sul traguardo di Varese 26 ciclisti portarono a termine la competizione.

## Ordine d'arrivo (Top 10)
| Pos. | Corridore         | Squadra       | Tempo    |
| ---- | ----------------- | ------------- | -------- |
| 1    | Gianni Motta      | Salvarani     | 5h45'54" |
| 2    | Eddy Merckx       | Faemino-Faema | s.t.     |
| 3    | Felice Gimondi    | Salvarani     | a 1'05"  |
| 4    | Michele Dancelli  | Molteni       | a 5'25"  |
| 5    | Mauro Simonetti   | Ferretti      | a 5'27"  |
| 6    | Aldo Moser        | Zimba-G.B.C.  | s.t.     |
| 7    | Adriano Passuello | Dreher        | s.t.     |
| 8    | Renato Laghi      | Sagit         | a 5'50"  |
| 9    | Fabrizio Fabbri   | Filotex       | a 7'10"  |
| 10   | Wladimiro Panizza | Salvarani     | s.t.     |